# اسکانیاسور
اسکانیاسور(نام علمی: Scanisaurus) نام یک سرده از راسته پلسیوسور است.